# Poängpoker
Poängpoker, även kallat femkortspoker, är ett kortspel som kan sägas vara en kombination av poker och det svenska kortspelet femkort.
I poängpoker spelar man inte om pengar i första hand, utan om poäng. Spelarna får i given fem kort var, och sakar sedan de kort de inte vill ha och får nya i utbyte. Därefter spelas ett vanligt sticktagningsspel, där det sista vunna sticket ger poäng. Poäng delas sedan också ut till den spelare som fått eller bytt till sig den bästa pokerhanden; ju högre pokerhand desto fler poäng.